# SDEWES Центр
SDEWES (англ Sustainable Development of Energy, Water and Environment Systems) Центр є Міжнародним центром зі сталого розвитку енергетики, водних ресурсів і навколишнього середовища, недержавна і некомерційна організація, яка знаходиться в Університеті Загребу, Хорватія..

## Місія
SDEWES Центр просуває сталий розвиток енергетики, водних ресурсів і навколишнього середовища шляхом організації курсів, літніх шкіл, публічних лекцій, семінарів та практикумів, забезпечуючи експертну думку з важливих питань сталого розвитку. SDEWES Центр проводить міжнародну наукову конференцію зі сталого розвитку енергетики, водних ресурсів і навколишнього середовища. Таким чином, SDEWES Центр прагне забезпечити ширшу платформу для спілкування та обміну ідеями між вченими і дослідниками, яка заохочує мульти дисциплінарні підходи до сталого розвитку .

## Історія
SDEWES розпочав свою діяльність у 2002 році як проект, фінансований CORDIS в межах програми FP5-INCO 2 , коли перша конференція зі сталого розвитку енергетики, водних ресурсів і навколишнього середовища була проведена в Дубровник, Хорватія. Першу конференцію зі сталого розвитку енергетики, водних ресурсів і навколишнього середовища в 2002 році в Дубровник, Хорватія організував університет Загреба, у співпраці з Лісабонським факультетом Instituto Superior Técnico. Конференцію частково фінансувала Європейська Комісія. SDEWES Центр був заснований в 2009 році після проведення конференцій в 2003, 2005 і 2007. З тих пір було проведено ще сім конференцій в 2009, 2011, 2012, 2013, 2014 і 2015 роках.

## Членство
Відповідно до статуту SDEWES Центру, при виконанні певних умов, будь-який бажаючий може подати заявку і стати членом центру.

## Конференції
До 2011 конференції SDEWES проводилися раз на два роки в Дубровник, Хорватія, а з 2012 року проводяться щороку, але в різних місцях. Раз на два роки конференція проводилася в Дубровник, а в році між ними, проводиласяся в різних місцях.
Конференція SDEWES 2012 проводилася в Охрид, а в 2014 на круїзному лайнері, подорожуючи між Венецією і Стамбулом.
Перша регіональна конференція SDEWES Південно-Східної Європи була проведена в Охрид, Північна Македонія, в 2014 році .
10-а ювілейна конференція SDEWES була проведена в 2015 році в Дубровник, Хорватія з 27 вересня по 2 жовтня 2015  за участю 510 вчених з більш ніж 60 країн.
Конференція SDEWES 2016 буде проведена в місті Піран, Словенія 
Роботи, представлені на конференціях, публікуються в наукових журналах  і, більшою мірою, журналі SDEWES 

## Дослідницька діяльність
Для участі у науково-дослідних проектах SDEWES Центр організовує дослідницькі групи зі своїх учасників. З 2015 року SDEWES Центр бере участь у двох проектах FP7 , в одному проекті HORIZON 2020  і в одному проекті в рамках European Strategy for Danube Region START.

## SDEWES індекси
У відповідності з цілями SDEWES центру, було також розроблено індекси для порівняння міст по аспектам, які пов'язані з енергетикою, водними та екологічними системами .. SDEWES індекс включає 7 показників, 35 параметрів і близько 20 вторинних параметрів. На даний момент це застосовано для аналізу 58 міст

## Зовнішні посилання
- Decarboni.se
- Managenergy о конференції SDEWES2014
- EcoIQ список неурядових організацій пов'язаних зі стійким розвитком [Архівовано 3 березня 2016 у Wayback Machine.]
- Регіональний портал наукових організацій [Архівовано 3 березня 2016 у Wayback Machine.]
- Net4society про SDEWES 2015